# Ніка Мелія
Никанор (Ніка) Анзорович Мелія (груз. ნიკა მელია; 21 грудня 1979, Тбілісі) — грузинський політик. Член парламенту Грузії (2016-2019, 2020-2021). Голова Єдиного національного руху.

## Життєпис
20 лютого 2021 року в Тбілісі відбулись протести проти кримінального переслідування щодо Мелії та опозиційної партії «Єдиний національний рух», було затримано 25 осіб.
23 лютого Ніку Мелія було затримано в офісі партії.
10 травня 2021 року Мелія залишив в’язницю після того, як Європейський Союз сплатив заставу.